# Mayer (Minnesota)
Mayer – miasto w Stanach Zjednoczonych, w stanie Minnesota, w hrabstwie Carver.